# Christophe Béguin
 (octobre 2019).
Si vous disposez d'ouvrages ou d'articles de référence ou si vous connaissez des sites web de qualité traitant du thème abordé ici, merci de compléter l'article en donnant les références utiles à sa vérifiabilité et en les liant à la section « Notes et références ».
Christophe Béguin est un poète et violoncelliste français, né en 1968, sur les terres du manoir de Bois-Gervais dans l'Orne, en Normandie, domaine anciennement affilié par Jacques de Lugerie à la couronne de la reine Marie Stuart.

## Biographie
Au début des années 1990, il rencontre Pablo Duràn au Conservatoire Régional de Paris. De cette rencontre naît la revue Aurora, à laquelle est aussi associée la photographe Valérie Rochet. En 1996, il est un des membres fondateurs du mouvement Avant Post et participe à ses activités jusqu'à sa dissolution en octobre 2006. Il participe également à la revue Possibilities qui lui succède. Il est l'auteur de Seul œil de lune (Avant Post, 1996), et de plusieurs recueils inédits (Trajectoire du silence, Stratégie XYZ, Nouvelle civilisation, Bibliographie soudaine). En février 2011, a paru aux éditions Impeccables son livre de poésie Guerre de beauté. Il publie en 2016 Flèches lentes, aux éditions Isti Mirant Stella, puis a créé en 2022, en collaboration avec l'artiste Philippe Boutibonnes, un jeu de cartes : Pourquoi ce jeu ? Un recueil de poèmes Avant le passé a paru en 2024 aux éditions Atelier rue du soleil. 
Christophe Béguin est aussi le cofondateur du Quatuor Tournières. Créé en 1995, ce quatuor parcourt les grands classiques du quatuor à cordes, mais également des œuvres moins connues du public. Il se produit régulièrement à Caen, dans le cadre de la saison musicale de l'orchestre de Caen, et du festival Aspects des musiques d'aujourd'hui, mais aussi au festival de Cluny, à Guernesey et Jersey et dans plusieurs pays d'Europe dont l'Italie, au festival Musica Insieme de Klaus Huber. En 2010 et en 2012, le Quatuor Tournières est allé en Bolivie dans le cadre d'un partage musical avec de jeunes musiciens de San Ignacio de Velasco.
Le Quatuor Tournières s'est dissous en 2015.
Depuis 2018, il est membre de l'Ensemble #Lux.

## Publications
- Seul œil de lune (tirage de tête avec une gravure de Bruno Mathon), Avant Post, 1996
- Eh bien, le Portugal, avec Malek Abbou, supplément au numéro 2 de la revue Possibilities, 2007
- Guerre de beauté, éditions Impeccables, 2011
- République légère, Les Presses du vide, 2011
- Flèches lentes, Isti Mirant Stella, 2016
- La nouveauté par les astres (in : Catalogue de l'exposition Véronique Sablery : Cosmos Le bruit des étoiles), Galerie des sens, 2021
- Pourquoi ce jeu ? avec Philippe Boutibonnes, 2022
- Avant le passé, Atelier rue du soleil, 2024
- Phénoménologie secrète de la perception (in : Bruno Mathon, Gravures), 2024